# Tanzanit
Tanzanitul este varianta albastră-violet a zoisitului. A fost descoperit în 1967  nordul Tanzaniei, în Mererani Hills în apropierea orașului Arusha și vârfului Kilimanjaro.
Cristalele de tanzanit au proprietatea de pleocroism (tricroism in specimenele netratate, sau dicroism in cele tratate la căldură). Aceasta înseamnă că același cristal privit prin transparență din diferite direcții poate apărea de culori diferite, variind între albastru-safir, roșu-grena și violet.

## Etimologie
Este folosit ca piatră prețioasă de către bijutierul new-yorkez Tiffany, care redenumește mineralul după țara unde a fost găsit (Tanzania), deoarece numele de zoisit pronunțat în engleză seamănă cu "suicide” (sinucidere).

## Răspândire
Singurul loc până în prezent în lume unde a fost găsit mineralul este „Miralani Hills” lângă Arusha în Tanzania, în regiunea vulcanului Kilimandjaro.

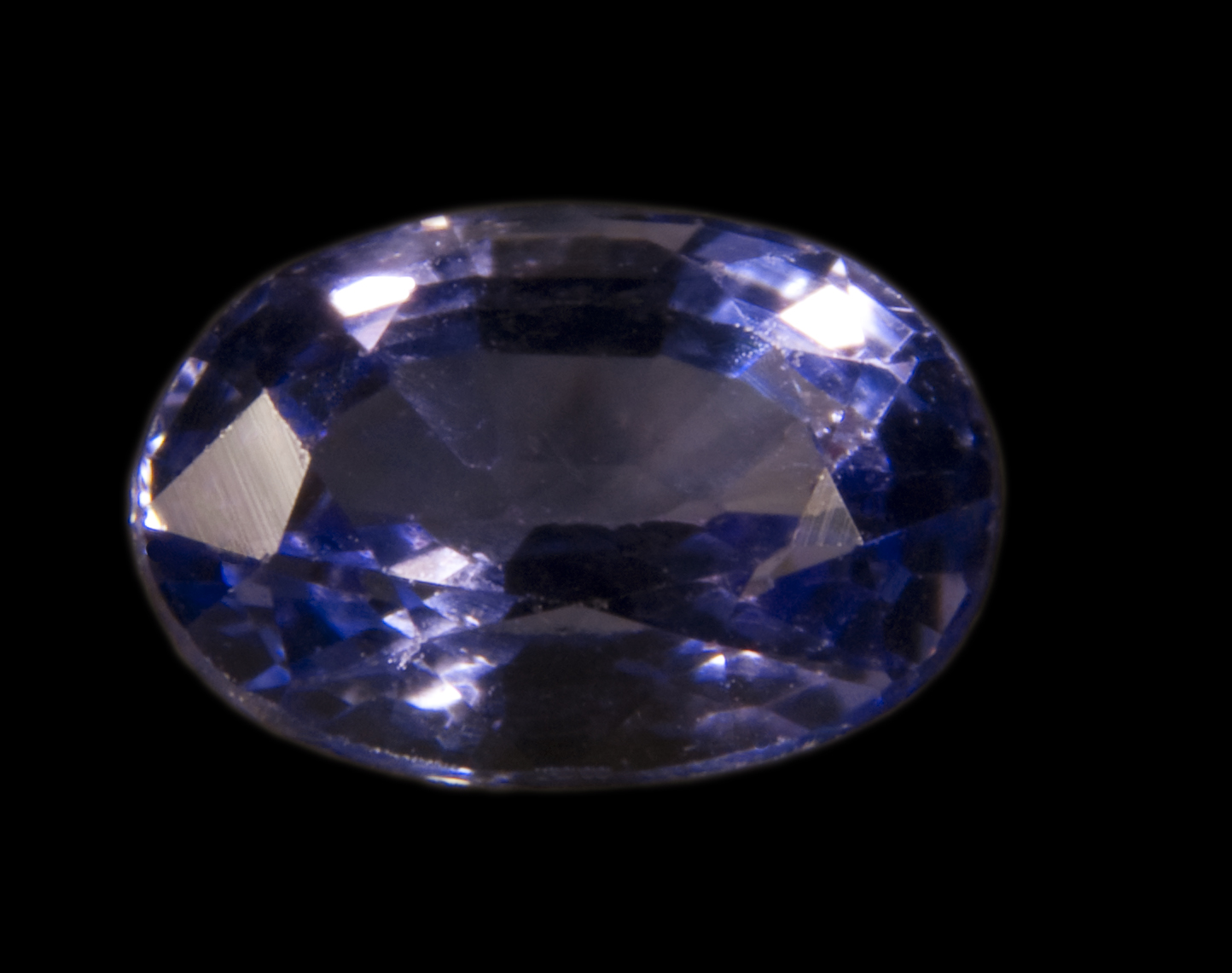
Tanzanit șlefuit

## Cel mai mare tanzanit din lume
Cel mai mare tanzanit fațetat din lume are 737.81 carate. Unul dintre cele mai faimoase cristale de tanzanit, denumit Regina din Kilimanjaro (eng. "Queen of Kilimanjaro") are 242 carate.

## Manipulații și imitații
O mare parte din mineralele aflate în comerț ca tanzanite sunt de fapt zoisite varietatea galben-brună tratată termic, la fel sunt și imitații din sticlă colorată albastru.